# Reinhold Stephanes Junior
Reinhold Stephanes Junior (Curitiba 26 de julho de 1965) é um economista e político brasileiro, atualmente Deputado Federal pelo Paraná filiado ao Partido Social Democrático (PSD).

## Vida pessoal
Descendente de alemães, é filho de Marlene de Almeida e de Reinhold Stephanes. Casado com Maria Claudia Nassar Stephanes, pai de Eduardo Stephanes, Fernando Stephanes, Betina Stephanes, Gustavo Stephanes e Alessandra Stephanes.
Formou-se em Economia pela Universidade Federal do Paraná (UFPR). Possui especializações em Cultura e Democracia pelo Instituto Friderick Malman na Alemanha, Desafios da Liderança pela Universidade Federal do Rio de Janeiro (UFRJ) e Oportunidades do Mercado Global pela Harward nos Estados Unidos.

## Vida pública
Iniciou na política participando de movimentos estudantis ainda na UFPR. Aos 30 anos de idade foi momeado Secretário Estadual de Administração do Paraná no governo de Roberto Requião. Nas eleições municipais de 2000 foi eleito vereador em Curitiba, sendo reeleito em 2004.
Já nas eleições de 2006 elegeu-se deputado estadual pela primeira vez, sendo reeleito em 2010.
Em 15 de março de 2016 assumiu, como primeiro suplente pelo Partido Socialista Brasileiro (PSB), a cadeira do deputado Artagão Junior que se licenciou na Assembleia. É autor da Lei da Ficha Limpa no Paraná e autor da Lei de Incentivo ao Esporte em Curitiba.
Candidatou-se, em 2018, ao cargo de deputado federal, ficando na suplência. Em 5 de fevereiro de 2019 assumiu o cargo com o licenciamento de Sandro Alex (PSD), que foi convidado para a Secretaria de Infraestrutura do governo Ratinho Junior. Em 2022 ficou na suplência novamente.